# ロス・マッコール
ロス・マッコール（1976年1月13日生まれ（Ross McCall）） 
は、2001年のHBOミニシリーズバンド・オブ・ブラザースでT-5ジョセフリーブゴット役として、ホワイトカラーのマシュー・ケラー(Matthew Keller)、crashのケニー役で最もよく知られているスコットランドの俳優。
私生活では、ジェニファー・ラブ・ヒューイットと婚約していたが破局。

## キャリア
| 年         | 出演作                                              | 役名                               | 吹き替え                                                 |
| ---------- | --------------------------------------------------- | ---------------------------------- | -------------------------------------------------------- |
| 2001       | バンド・オブ・ブラザース Band of Brothers           | ジョセフ・リーブゴット伍長         | 後藤敦                                                   |
| 2008－2009 | クラッシュ crash                                    | ケニー・バタグリア Kenny Battaglia |                                                          |
| 2009-2014  | ホワイトカラー White Collar                         | マシュー・ケラー Matthew Keller    | 檀臣幸（シーズン1 - 3） 桐本琢也（ファイナル・シーズン） |
| 2022       | ジ・オファー / ゴッドファーザーに賭けた男 The Offer | モラン                             |                                                          |

## 私生活
2006年に、ゴーストで共演したジェニファー・ラブ・ヒューイットと交際。2007年11月（ロスは32歳）に婚約したが解消。2020年現在はアレッサンドラ・マストロナルディと交際中でロスのInstagramにもたびたび登場している。